# Tommaso Brancaccio
Tommaso Brancaccio (zm. 8 września 1427) – włoski kardynał okresu wielkiej schizmy zachodniej.
Pochodził z Neapolu. Był biskupem Pozzuoli (1405) i Tricarico (1405-17 i ponownie od 1419). Początkowo popierał obediencję rzymską, później jednak przyłączył się do obediencji pizańskiej. Antypapież Jan XXIII, który był jego wujem, mianował go kardynałem prezbiterem Ss. Ioannis et Pauli w czerwcu 1411. Uczestniczył w kończącym Wielką Schizmę Soborze w Konstancji. Pod względem moralnym nie cieszył się dobrą opinią, zarzucano mu rozwiązłe życie. Zmarł w Rzymie.